# Hermannia juttae
Hermannia juttae là một loài thực vật có hoa trong họ Cẩm quỳ. Loài này được Dinter & Engl. mô tả khoa học đầu tiên.